# Sergio Rossi
Sergio Rossi (San Mauro Pascoli, 31 de julho de 1935 - Cesena, 2 de abril de 2020) foi um empresário e designer de sapatos italiano, que fundou sua própria marca, mundialmente conhecida.
Em março de 2020, Rossi e sua empresa doaram 100.000 euros ao Ospedale Luigi Sacco em Milão, em um esforço conjunto da indústria da moda para combater a pandemia de COVID-19 na Itália. Em 2 de abril de 2020,  morreu em Cesena, vítima das complicações de COVID-19, aos 84 anos de idade.